# Shafera
Shafera é um género botânico pertencente à família Asteraceae.